# پیتر دوگال

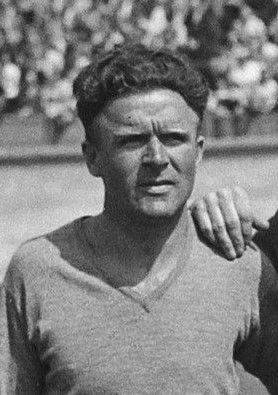
پیتر دوگال در سال ۱۹۴۷

پیتر دوگال (انگلیسی: Peter Dougall; ۲۱ مارس ۱۹۰۹ – ۱۲ ژوئن ۱۹۷۴) بازیکن فوتبال اهل بریتانیا بود.
از باشگاه‌هایی که در آن بازی کرده‌است می‌توان به باشگاه فوتبال بری، باشگاه فوتبال آرسنال، باشگاه فوتبال برنلی، باشگاه فوتبال اورتون، باشگاه فوتبال منچستر یونایتد، و باشگاه فوتبال ساوت‌همپتون اشاره کرد.